# W87 (核彈頭)
W87是美國的一款熱核彈頭，先前部署在LGM-118A和平守護者洲際彈道導彈(代號MX)上。製造了50枚LGM-118A和平守護者洲際彈道導彈，每枚導彈可攜帶10枚在多目標重返大氣層載具中的W87核彈頭，它在1986-2005年期間部署。自2007年開始，來自退役和平守護者洲際彈道導彈的250枚W87被改裝至更舊的LGM-30洲際彈道導彈上，每枚導彈配備一枚W87。

## 詳細資料
W87的設計在1982年2月，於勞倫斯利佛摩國家實驗室開始，核彈頭在1986年7月至1988年12月期間生產。儘管W88是在洛斯阿拉莫斯國家實驗室設計的，但據稱W87的設計和W88相似。W87是美國能源部美國國家核安全局(英語: National Nuclear Security Administration)核武器壽命循環計劃(英語: nuclear weapons lifecycle program)的一部分。
W87核彈頭的設計包含所有現代核彈頭的安全功能，包括LX-17和PBX-9502低敏感度高爆炸藥(主要成分為三氨基三硝基，英語: TATB)，耐火彈芯，進階武裝和引信安全功能(英語: advanced arming and fuzing safety features)。
原本W87的爆炸當量為30萬噸，但它有能力升級到47.5萬噸，推測可能是在二階段聚變包覆融合芯(英語: fusion secondary stage tamper)中使用更多的高濃縮鈾。目前尚不清楚該升級是否經過全面測試並準備好升級W87的爆炸當量，或者僅僅是設計。
W87的精確尺寸是機密，但W87安裝在Mk21重返大氣層載具中，它是一個圓錐體，底部直徑為22英吋(56 cm)，長69英吋(180 cm)。它的重量被認為介乎440-600磅(200-270 kg)。

## W87-1
除了上文提到的更高爆炸當量升級選項外，W87的一個特別變種型號W87 mod 1(W87-1)在1988年11月進入了第3研發工程階段，並獲分析武器型號名稱。W87-1是用於MGM-134侏儒洲際彈道導彈，它擁有完整的47.5萬噸當量。W87-1的計劃首次生產日期為1997年7月，但W87-1和MGM-134侏儒洲際彈道導彈都在1992年1月被取消。
在2019年，W87-1被挑選為W78核彈頭的替換型號，部署在當時沒有攜帶W87-0的LGM-30G洲際彈道導彈上。新的核彈頭並不會部署在LGM-30G洲際彈道導彈上，而是安裝在LGM-30G洲際彈道導彈的替換型號，LGM-35哨兵洲际弹道导弹（也稱為陸基戰略威懾，英語: Ground Based Strategic Deterrent）上。目前尚不清楚新的 W87-1研發計劃是否是之前W87-1研發計劃的延續，或者它是否使用了之前W87-1研發計劃中開發的爆炸組件。
根據美國能源部就該計劃所發布的消息，指「它與W87-0的一級組件設計相似」，這可能證明它與之前的W87-1計劃類似，因為它有和之前不同或經過調整以達到更高的爆炸當量的次級組件。能源部指W87-1是基於先前進行過的核試驗的組件，和包含低敏感度高爆炸藥，進階武裝和引信安全功能的一級組件，但該武器並不能證明有任何新的軍事能力。
階段6.2可行性研究於2014年停止，然後於2019年重新啟動。階段6.3研發工程計劃於2022年7月展開，階段6.4生產工程計劃於2026年中期展開，階段6.5初始生產計劃於2030年進行。
LGM-35導彈計劃於2028年部署，W87-0核彈頭最先安裝到系統中，W87-1核彈頭從2030年開始安裝。如果W87-1的部署延遲，這為空軍提供了少量的靈活性。

## 外部連結
- , , Nuclear weapons archive.
- , , Global security,   [2022-04-09], （原始内容存档于2022-04-06）.